# Զ
Զ, զ (za, orm. զա) – szósta litera alfabetu ormiańskiego. Jest wykorzystywana do oddania dźwięku [z], tj. spółgłoski szczelinowej dziąsłowej dźwięcznej. Została stworzona przez Mesropa Masztoca, podobnie jak pozostałe litery alfabetu ormiańskiego (oprócz օ, ֆ i և).
Litera Զ jest transkrybowana w języku polskim jako Z.
W ormiańskim systemie zapisywania liczb literze Զ jest przypisana cyfra 6.

## Kodowanie
| Znak                   | Զ                          | Զ                          | զ                        | զ                        |
| ---------------------- | -------------------------- | -------------------------- | ------------------------ | ------------------------ |
| Nazwa w Unikodzie      | Armenian Capital Letter Za | Armenian Capital Letter Za | Armenian Small Letter Za | Armenian Small Letter Za |
| Kodowanie              | dziesiątkowo               | szesnastkowo               | dziesiątkowo             | szesnastkowo             |
| Unicode                | 1334                       | U+0536                     | 1382                     | U+0566                   |
| UTF-8                  | 212 182                    | d4 b6                      | 213 166                  | d5 a6                    |
| Odwołania znakowe SGML | &#1334;                    | &#x0536;                   | &#1382;                  | &#x0566;                 |